# Нестеров Олександр Юрійович
Олександр Юрійович Нестеров (рос. Александр Юрьевич Нестеров; 30 вересня 1985, м. Москва, СРСР) — російський хокеїст, правий нападник. Виступає за «Алмати» у чемпіонаті Казахстану. Майстер спорту.
Вихованець хокейної школи ЦСКА (Москва). Виступав за ЦСКА-2 (Москва), ХК «Дмитров», «Атлант» (Митищі), «Авангард» (Омськ), «Спартак» (Москва), «Сибір» (Новосибірськ), «Адмірал» (Владивосток), «Автомобіліст» (Єкатеринбург), «Салават Юлаєв» (Уфа), «Лада» (Тольятті), «Арлан» (Кокшетау).
Досягнення
- Фіналіст Кубка Гагаріна (2011, 2012).